# Suah Koko
Suah Koko (cũng đánh vần Suacoco) là một thủ lĩnh bộ lạc Liberia sống giữa cuối thế kỷ 19 và đầu thế kỷ 20. Bà đã chiến đấu nhiều trận chiến chống lại Lực lượng Biên phòng Liberia bành trướng trước khi tham gia đàm phán để cấp đất cho chính phủ Liberia. Sau đó, bà trở thành một thủ lĩnh tối cao và cung cấp người khuân vác cho Cuộc thám hiểm y tế châu Phi của Harvard (1926-1927).

## Tiểu sử
Suah Koko cai trị một thủ lĩnh ở phía đông bắc và tây bắc Liberia, bao gồm cả vùng đất thuộc quận Bong hiện đại, nơi được cai quản từ nơi cư trú của bà tại Suakoko. Vào đầu thế kỷ 20, chính phủ Liberia đã tìm cách mở rộng ảnh hưởng của mình ra ngoài phạm vi hẹp 40 dặm (64 km) dải mà nó đã chiếm trước đó. Điều này đòi hỏi phải xâm nhập vào "vùng nội địa" của đất nước, sau đó bị các bộ lạc bản địa chiếm đóng. Cảnh sát trưởng Suah Koko đã chiến đấu nhiều trận chiến chống lại Lực lượng Biên phòng Liberia nhưng cuối cùng đã tham gia đàm phán để cung cấp đất đai của mình cho chính phủ Liberia. Vùng đất của bà cung cấp quyền truy cập chiến lược đến các khu vực khác của vùng nội địa - một doanh trại quân đội được xây dựng tại Trung sĩ Kollile Ta, 2 mi (3,2 km) về phía bắc Suakoko và tỏ ra có giá trị trong cuộc chinh phục tiếp theo của vùng thượng lưu của huyện Bong, hạt Lofa và hạt Nimba.
Năm 1926, Suah Koko gặp Richard P. Strong của Đoàn thám hiểm châu Phi Harvard tại Suakoko. Vào thời điểm đó, bà được cho là nữ giám đốc duy nhất trong cả nước. Tuổi của bà ước tính khoảng 60-70.
Năm 1929, bà là một thủ lĩnh tối cao - người phụ nữ đầu tiên được phong danh hiệu ở tỉnh miền Trung (các hạt Nimba, Bong và Lofa). Gần như bị mù, bà cai trị qua cháu trai của mình. Bà đứng về phía chính phủ trong cuộc chiến với người Kpelle.

## Di sản
Một quận, tù trưởng và thị tộc được đặt tên để vinh danh Suah Koko, và hậu duệ của bà được cấp hơn 1,000 mẫu Anh (0,405 ha) đất đến Đại học Cuttington, nơi đặt tên một học bổng để vinh danh bà. Tuy nhiên, vào năm 2013, chương trình đã bị đình chỉ và điều đó dẫn đến sự phản đối hàng loạt của sinh viên.
Trung tâm trao quyền cho phụ nữ nông thôn Suah Koko tại quận Bông được xây dựng bởi Trung tâm quốc tế Angie Brooks về trao quyền cho phụ nữ, phát triển lãnh đạo, hòa bình và an ninh quốc tế. Nó được dành riêng vào tháng 6 năm 2014 bởi Tổng thống Liberia Ellen Johnson Sirleaf. Nó nằm trong khuôn viên chính của Đại học Cuttington.